# Vápenatka mnohohlavá
Vápenatka mnohohlavá (Physarum polycephalum) je měňavkovitý prvok řazený do kmene hlenky, říše Amoebozoa. Tvoří nápadné plazmódium žluté barvy.

## Výskyt a potrava
Vápenatka se živí bakteriemi, houbami, ale také drobnými kusy organického materiálu. Je to tedy heterotrofní organismus, který má významnou roli i v rozkladu látek v lesích. Najdeme ji proto v temných vlhkých částech lesů mírného pásu, ale může se přesunout do slunnějších míst, pokud tvoří plodnici.

## Životní cyklus
Vegetativní fázi životního cyklu představuje plazmódium, velké obvykle diploidní syncytium (tedy mnohojaderná buňka). Toto plazmódium může dorůstat např. za laboratorních podmínek až několika centimetrů, jindy se udává až několik metrů – zaznamenáni byli jedinci s plochou 5,54 m2. Z tohoto stádia vedou dvě cesty: pokud je sucho, tvoří sklerocia (odolné útvary), pokud je vlhko, začne sporulovat. Při tom se během 12 hodin vytvoří malé plodničky na tenké stopce a uvnitř plodniček probíhá meiotické dělení a vznik haploidních spor. Po prasknutí plodniček se uvolní spory do okolí a vyrostou z nich haploidní améby. Tyto améby střídají mnoho životních stádií a mohou za nehostinných podmínek opět tvořit cysty. Někdy dokonce mohou proběhnout i stádia s bičíky. Někdy se améby spojí a vznikne diploidní buňka, jež může dozrát v několik typů plazmódií.